# Waltenheim
Waltenheim település Franciaországban, Haut-Rhin megyében. Lakosainak száma 512 fő (2022. január 1.). Waltenheim Geispitzen, Kœtzingue, Magstatt-le-Bas, Uffheim és Sierentz községekkel határos.

## Népesség
A település népessége az elmúlt években az alábbi módon változott:
| Lakosok száma | 565  | 546  | 553  | 532  | 524  | 514  | 513  | 513  | 512  |
|               | 2013 | 2015 | 2016 | 2017 | 2018 | 2019 | 2020 | 2021 | 2022 |